# Gieorgij Żylenkow

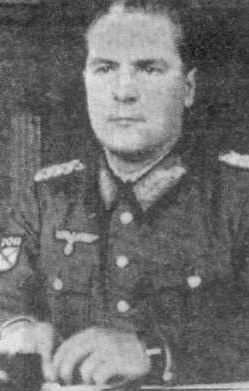
Gieorgij Żylenkow w 1943 roku

Gieorgij Nikołajewicz Żylenkow, ros. Георгий Николаевич Жиленков (ur. w 1910 r. w Woroneżu, zm. 1 sierpnia 1946 r. w Moskwie) – radziecki funkcjonariusz partyjny, dowódca oddziału organizacyjno-propagandowego przy dowództwie Rosyjskiej Narodowej Armii Ludowej (RNNA), jeden z głównych propagandzistów Rosyjskiej Armii Wyzwoleńczej (ROA), a następnie naczelnik oddziału propagandy Komitetu Wyzwolenia Narodów Rosji (KONR) podczas II wojny światowej.
Uczył się w szkole przemysłowo-technicznej w Moskwie. Od 1926 r. pracował jako ślusarz w zakładach budowy maszyn im. Lenina w Woroneżu. W 1929 r. przystąpił do Wszechzwiązkowej Partii Komunistycznej (bolszewików), dochodząc do funkcji sekretarza rajkomu partii w jednej z dzielnic Moskwy. Od stycznia 1940 r. był członkiem moskiewskiego komitetu miejskiego WKP(b). W 1941 r. wstąpił do Armii Czerwonej. Został komisarzem politycznym w jednej z brygad 32 Armii i jednocześnie członkiem jej wojskowej rady. 14 października tego roku dostał się do niewoli niemieckiej pod Wiaźmą. Natychmiast podjął kolaborację z Niemcami, ukrywając prawdziwą tożsamość. Od listopada służył jako kierowca w niemieckiej 252 Dywizji Piechoty pod fałszywym nazwiskiem Maksimow. Następnie współuczestniczył w formowaniu oddziałów dywersyjnych w ramach Grupy Armii „Środek”. W maju 1942 r. został aresztowany. Ujawnił wówczas prawdziwe nazwisko i funkcję ze służby w Armii Czerwonej, wyrażając równocześnie wolę walki z władzą sowiecką. Zaproponował ideę powołania na okupowanych obszarach ZSRR rosyjskiego przedstawicielstwa, które kierowałoby walką z bolszewizmem. Od czerwca 1942 r. służył w oddziale propagandy głównego dowództwa niemieckiej armii, gdzie redagował broszury i ulotki rozrzucane na tyłach Armii Czerwonej. W sierpniu tego roku został dowódcą oddziału organizacyjno-propagandowego przy dowództwie Rosyjskiej Narodowej Armii Ludowej. Kiedy feldmarszałek Günther von Kluge rozkazał RNNA likwidację okrążonych w rejonie Wielkich Łuków oddziałów sowieckich, G.N. Żylenkow wraz z płk. Władimirem I. Bojarskim, dowódcą RNNA, nie wypełnili go, gdyż uznali formację za nieprzygotowaną do walki. Obaj zostali aresztowani i skazani na rozstrzelanie, ale w ostatniej chwili uratowani przez interwencję płk. Ronne ze sztabu generalnego. Następnie G.N. Żylenkow został odesłany do sztabu gen. Andrieja A. Własowa w Berlinie, gdzie zaczął wydawać pismo „Dobrowolec”, przeznaczone dla Rosjan i przedstawicieli innych narodów ZSRR służących w Wehrmachcie. W lutym 1943 r. wraz z gen. A.A. Własowem i kilkoma innymi b. wyższymi oficerami Armii Czerwonej podpisał apel do dowództwa niemieckiego dotyczący utworzenia Rosyjskiej Armii Narodowej. W kwietniu tego roku współuczestniczył w sformowaniu w Pskowie gwardyjskiego batalionu ROA. W lutym 1944 r. został skierowany do okupowanej Francji na wybrzeże atlantyckie w celu prowadzenia propagandy wśród żołnierzy Ostbatalionów. W poł. czerwca tego roku wyjechał wraz z grupą rosyjskich propagandystów w rejon Lwowa, gdzie – w ramach operacji „Skorpion” – wydawał pismo „Za mir i swobodu”, rozrzucane na tyłach nacierającej Armii Czerwonej. Działalność G.N. Żylenkowa była wysoko oceniana przez Reichsführera SS Heinricha Himmlera, który wysunął nawet pomysł postawienia go na czele ROA zamiast gen. A.A. Własowa, ale nie uzyskał jego zgody. Od listopada 1944 r. był w stopniu generała lejtnanta naczelnikiem oddziału propagandy Komitetu Wyzwolenia Narodów Rosji; wydawał też oficjalny organ prasowy KONR „Wola naroda”. Jednocześnie został członkiem Prezydium KONR. W poł. kwietnia 1945 r. przeniósł się do północnych Włoch, gdzie miał uczestniczyć w formowaniu kozackich oddziałów wojskowych KONR. Pod koniec kwietnia prowadził rozmowy między Amerykanami a dowództwem Sił Zbrojnych KONR. 18 maja tego roku został schwytany i internowany przez Amerykanów. 1 maja 1946 r. został przekazany Sowietom. Po słynnym procesie dowódców ROA został skazany na karę śmierci, wykonaną przez powieszenie 1 sierpnia.